# Puig Bonic
El Puig Bonic és una muntanya de 494 metres que es troba entre els municipis de Rabós, a la comarca de l'Alt Empordà i França.